# Chavezpamba
Chavezpamba es una parroquia rural del cantón Quito, en la provincia de Pichincha.

## Historia
El nombre de la parroquia es un neologismo conformado por el apellido del primer habitante del sector, Manuel Antonio Chávez y al término kichwa pamba, que significa «territorio llano».
Chavezpamba fue ascendida a la categoría de parroquia un 11 de noviembre de 1942.

## Geografía
Se encuentra ubicada a 2130 m s. n. m., a dos horas y media en bus desde el norte de la ciudad de Quito, con clima subtropical y temperatura promedio de 20 °C y una superficie es de 12,28 km². Limita por el norte con las parroquias de San José de Minas y Atahualpa, por el sur y oeste con la parroquia de Perucho y por el este con la parroquia de Atahualpa.

## Turismo
La parroquia forma parte de la denominada Ruta Escondida de la provincia de Pichincha, destacando sus siguientes atractivos naturales y culturales:
- El río Cubí que colinda con las parroquias de Minas y Atahualpa.
- Parque e Iglesia Central, ubicados en el casco parroquial.
- Cerro Itagua, reconocido mirador natural de la localidad.
- Iglesia (Terreno que fue donado por el Dr. Manuel Freile Donoso, perteneciente en ese entonces a su Hacienda Aluguela de la parroquia Perucho, para la construcción de la Capilla dejada al Culto de la "Inmaculada Concepción"; inscrita en el Registro de la Propiedad de Quito el 19/12/1906 1.ª Clase).